# عبدالفتاح مودانی
عبدالفتاح مودانی (انگلیسی: Abdelfettah Mouddani؛ زادهٔ ۳۰ ژوئیهٔ ۱۹۵۶) بازیکن سابق فوتبال اهل مراکش است.
وی عضو تیم ملی فوتبال مراکش در جام جهانی فوتبال ۱۹۸۶ بوده است.